# Saison 2 de District Z
 (août 2025).
Motif : Sources ? Intérêt encyclopédique ?
- Archive Wikiwix
- Bing
- Cairn
- DuckDuckGo
- E. Universalis
- Gallica
- Google
- G. Books
- G. News
- G. Scholar
- Persée
- Qwant
- (zh) Baidu
- (ru) Yandex
- (wd) trouver des œuvres sur Wikidata

| 1. | Préciser le motif de la pose du bandeau. | Précisez le motif de la pose du bandeau en utilisant la syntaxe suivante : {{admissibilité à vérifier\|date=août 2025\|motif=remplacez ce texte par le motif}}                              |
| 2. | Informer les utilisateurs concernés.     | Pensez à avertir le créateur de l'article, par exemple, en insérant le code ci-dessous sur sa page de discussion : {{subst:avertissement admissibilité à vérifier\|Saison 2 de District Z}} |

La deuxième saison de District Z, aussi appelée District Z : Reloaded est une émission de télévision française diffusée sur TF1, du 4 décembre 2021 au 18 décembre 2021 (pour les deux premiers épisodes). Elle est animée par Denis Brogniart et tournée à Plailly, dans l'Oise, non loin du Parc Astérix.

## Production et organisation
Denis Brogniart présente l'émission. Il possède le rôle d'envoyé du « Professeur Z », accueille les candidats, leur explique les règles et leur donne des conseils.
L'émission est produite par Arthur, et sa société de production Satisfaction.

### Lieu de tournage
Le tournage s'est déroulé du 7 au 11 juin 2021. Comme pour la saison passée, il a eu lieu à Plailly, dans l'Oise, à proximité du Parc Astérix.

## Participants et bilan par épisode
Le tableau ci-après présente les célébrités participantes, ainsi que l'association défendue et les gains emportés :
| Épisode     | Participants                                                                        | Gains              | Association défendue | Réf.  |
| ----------- | ----------------------------------------------------------------------------------- | ------------------ | -------------------- | ----- |
| 1er épisode | Gil Alma, Clémence Castel, Lola Dubini, Anne-Sophie Girard et Laurent Maistret      | 39 000 €           | e-Enfance            | [ 4 ] |
| 2e épisode  | Baptiste Lecaplain, Inès Vandamme, Monsieur Poulpe, Bruno Sanches et Maxine Eouzan  | 28 000 €           | Un pas en avant      | [ 5 ] |
| 3e épisode  | Florent Peyre, Camille Cerf, Christophe Beaugrand, Virginie Hocq et Edgar-Yves      | Diffusion à venir. | Diffusion à venir.   |       |
| 4e épisode  | Brahim Zaibat, Héloïse Martin, Rayane Bensetti, Black M et Léa Djadja               | Diffusion à venir. | Diffusion à venir.   |       |
| 5e épisode  | Maëva Coucke, Baptiste Giabiconi, Chris Marques, Malika Ménard et Christophe Licata | Diffusion à venir. | Diffusion à venir.   |       |

## Audiences et diffusion
En France, l'émission est diffusée les samedis, sur TF1, à partir du 4 décembre 2021. Un épisode dure environ 2 h 30 (publicités incluses), la diffusion débute à 21 h 10 pour se terminer à 23 h 40. Chaque épisode est découpé en deux parties d'1 h 20 et de 1 h 10, diffusées juste en suivant.
En raison d'audiences jugées mauvaises, la saison est déprogrammée dès le 23 décembre 2021. Les trois épisodes restant à diffuser le seront à une date non communiquée.
| Épisode et partie | Épisode et partie | Diffusion               | Diffusion     | Audience moyenne          | Audience moyenne | Audience moyenne | Classement des audiences | Réf.  |
| Épisode et partie | Épisode et partie | Jour                    | Horaire       | Nombre de téléspectateurs | Part de marché   | Part de marché   | Classement des audiences | Réf.  |
| Épisode et partie | Épisode et partie | Jour                    | Horaire       | Nombre de téléspectateurs | (4 ans et plus)  | (FRDA-50)        | Classement des audiences | Réf.  |
| ----------------- | ----------------- | ----------------------- | ------------- | ------------------------- | ---------------- | ---------------- | ------------------------ | ----- |
| 1                 | 1                 | Samedi 4 décembre 2021  | 21:10 - 22:30 | 2 037 000                 | 10,4 %           | 22,3 %           | 2e                       | [ 7 ] |
| 1                 | 2                 | Samedi 4 décembre 2021  | 22:30 - 23:40 | 1 610 000                 | 11,9 %           | 23,7 %           | 2e                       | [ 7 ] |
| 2                 | 1                 | Samedi 18 décembre 2021 | 21:10 - 22:30 | 1 574 000                 | 7,8 %            | 17,3 %           | 3e                       | [ 8 ] |
| 2                 | 2                 | Samedi 18 décembre 2021 | 22:30 - 23:40 | 1 090 000                 | 7,6 %            | 17,6 %           | 3e                       | [ 8 ] |

Légende :
- plus hauts scores d'audiences
- plus bas scores d'audiences